# 陳星翰
陳星翰（1985年6月10日—）是臺灣饒舌歌手、詞曲作家、編曲人、音樂製作人、商人

## 生平
2009年，陳星翰以饒舌歌手身份進入音樂圈，並與大支、蛋堡、MC HotDog、頑童MJ116一同表演。之後，陳星翰組成饒舌團體楊素貞，該團體的音樂因曲調輕快和歌詞風趣而在臺灣年輕人之間廣為流行。
2010年，陳星翰加入臺灣音樂公司跳蛋音樂工廠，開始涉獵流行樂，並擔任自由發揮的歌曲《3D舞力全失》的製作人和編曲人。之後，陳星翰幫張惠妹、謝金燕、羅志祥等流行歌手創作無數歌曲。
2014年，陳星翰的音樂受到歌手蔡依林的關注，並參與蔡依林在第25屆金曲獎的現場表演的音樂編曲工作。之後，陳星翰與蔡依林進一步合作，為蔡依林的專輯《呸》創作和製作四首歌曲，專輯首波主打歌曲《Play我呸》使陳星翰獲得第26屆金曲獎最佳編曲人獎和最佳單曲製作人獎兩項提名。
2016年，陳星翰發行個人首張專輯《Welcome to the Next Level》，該專輯獲得第28屆金曲獎最佳專輯裝幀設計獎，也是金曲獎史上首位音樂人獲得跨領域獎項。
陳星翰的太太為知名造型師Stars Xu，具備潮流觸覺，素有街頭女王稱號，早期於「無名小站」時綽號為周星星，當時已展現獨特穿搭風格而有不少支持者，現為NLF(NoLimitsFun)品牌主理人。Stars Xu也是國內外許多廠牌以及蕾哈娜等名人指定合作對象。
2020年成立奇洱文創，由Starr Chen陳星翰與其合夥人康友韋（小蝦）共同創辦，旗下有嘻哈品牌「ASIAFREAKS」，以及數組藝人、詞曲作者和製作人，也執行活動企劃和藝人A&R。 《狗狗歷險記》的混音師Wayson，以及製作人W.Lin也來自奇洱文創。

## 音樂作品
- 《Welcome to the Next Level》（2016）
- 《嫑Biao》（2019）

## 歌曲合作
- 關詩敏《MASTERPIECE》、《拜託你聰明點》、《愛的嫌疑人》、《別弄花我的妝》、《其實你是小偷》、《還原》、《別再問我怎麼辦》、《假裝快樂》、《美麗的 我不碰就是了》、《Why Are We Here》（作曲、編曲、製作）
- 徐佳瑩《現在不跳舞要幹嘛》（編曲、製作）
- 周興哲《Let It Go》（編曲、製作）
- 王心凌《少女的祈禱》（編曲、製作）
- 蔡依林《Play我呸》、《Miss Trouble》 、《你也有今天》、《紅衣女孩》、《腦公》、《消極掰》、《The Divine Comedy: Purgatorio》、《Seven》、《Pleasure》、《DIY》、《我超會》、《Fish Love》、《Bloody Mary》（編曲、製作）
- 蔡依林 feat. 安室奈美惠 《I'm Not Yours》（編曲、製作）
- 蔡依林《戀我癖》、《Hush Little Baby》（編曲）
- 蔡依林《怪美的》（作曲、編曲、製作）
- 蔡依林《惡之必要》、《Pillow》（作曲）
- 謝金燕《姐姐》、《要發達》、《蹦X趴》、《TURN口罩》、《月彎彎 - REMIX EDM 限定版》（編曲、製作）
- 張惠妹《都對也都錯》、《偏執面》、《飛高高》、《前進烏托邦》（編曲）
- 張惠妹《Booty Call》（作曲、編曲）
- 千田愛紗 feat. 青山黛瑪《Secret Life》（編曲、製作）
- 羅志祥《舞極限》、《王見王》（編曲）
- 羅志祥《夠了》、《無聲的失控》（編曲、製作）
- 羅志祥《NO JOKE》（作曲）
- 大嘴巴《流感》、《沒禮貌》（編曲、製作）
- 自由發揮《3D舞力全失》（編曲、製作）
- 大支《非死不可》（編曲）
- 卓文萱《不要不要》（編曲）
- 潘瑋柏《王者之聲》（編曲）
- 安心亞《女孩，站出來！》（編曲）
- 簡愷樂《久等了》（編曲）
- 吳建豪 feat. 莱恩·泰德《Is This All》（編曲、製作）
- 吳建豪 feat. 2PM俊昊  《不敗》（編曲）
- 3unshine范麗娜  《不正確的審美》 （編曲）
- 頑童MJ116 頑童MJ116  《GOOD VIBE》 （編曲）
- THE9 THE9 《Not me》 （製作）
- MIRROR《ASAP》《Reflection》（編曲）
- 頑童MJ116 頑童MJ116  《速命道》 （曲、編曲、製作）

## 演唱會合作
- 韓庚－庚心演唱會（音樂製作）
- 張惠妹－烏托邦世界巡城演唱會（音樂製作）
- 張靚穎－Bang the World演唱會（音樂製作）
- 蔡依林－Play世界巡迴演唱會（音樂總監）
- 蔡依林－Ugly Beauty世界巡迴演唱會（音樂總監）
- 謝金燕－TURN口罩世界巡迴演唱會（音樂總監）
- BLACKPINK－2023 Coachella Valley Music and Arts Festival（音樂製作）

## 外部連結
- 陳星翰的Instagram帳戶
- 陳星翰的Facebook專頁 （页面存档备份，存于）
- 陳星翰的YouTube頻道 （页面存档备份，存于）